# نیروگاه هسته‌ای تایپینگلینگ
نیروگاه هسته‌ای تایپینگلینگ (به لاتین: Taipingling Nuclear Power Plant) یک نیروگاه هسته‌ای در چین است که در شهرستان هویدونگ، گوانگ‌دونگ واقع شده‌است.